# Ines Lindner
Ines Lindner (geboren am 10. Oktober 1953 in Celle; gestorben am 11. März 2022 in Berlin) war eine deutsche Kunsthistorikerin und Autorin. Sie leitete das Zentrum für Interdisziplinäre Frauenforschung und Gender Studies an der Hochschule der Künste Berlin, war Gastwissenschaftlerin am Centre de recherche sur l’intermédialité de l’Université de Montréal und Intendantin des Forums für interdisziplinäre Studien der Muthesius Kunsthochschule Kiel. Sie forschte zum Surrealismus, zu Interdisziplinarität und Intermedialität, zur Darstellung von Weiblichkeit, zu feministischer Ästhetik und zu Frauen im Kunstbetrieb.

## Leben und Werk
Im niedersächsischen Celle geboren und aufgewachsen, ging Ines Lindner 1972 nach ihrem Abitur am Auguste-Viktoria-Gymnasium an die Eberhard Karls Universität Tübingen. 1974 wechselte sie zum Hauptstudium, das sie 1976 zu Forschungen über die europäische Avantgarde in New York und Philadelphia unterbrach, an die Philipps-Universität Marburg. Dort beendete sie 1979 ihr Studium bei Martin Warnke und Gert Mattenklott mit einem Magisterabschluss in Kunstgeschichte. Zu Beginn der 1980er Jahre wirkte sie in Berlin an kulturhistorischen Sonderausstellungen mit und engagierte sich für das Verborgene Museum. Sie begann in dieser Zeit nicht nur regelmäßig für FKW Zeitschrift für Geschlechterforschung und visuelle Kultur zu schreiben, sondern neben wissenschaftlichen Aufsätzen auch Beiträge zu Film-, Theater- und Kunstmagazinen, Zeitungsartikel und Rundfunkbeiträge zu verfassen, Vorträge zu halten und – in Zusammenarbeit mit anderen Kunsthistorikerinnen – Tagungen zu organisieren und deren Ergebnisse in Sammelbänden zu dokumentieren.
In den 1990er Jahren – gerade Mutter geworden – unterrichtete sie an der Hochschule der Künste Berlin. Von 1990 bis 1995 war sie als wissenschaftliche Mitarbeiterin am Fachbereich Visuelle Kommunikation tätig; anschließend leitete sie das Zentrum für Interdisziplinäre Frauenforschung und Gender Studies, bis sie im Jahr 2000 nach Kanada ging. In Montréal war sie als Gastwissenschaftlerin am Canadian Centre for German and European Studies der Université de Montréal und am Centre de recherche sur l’intermédialité de l’Université de Montréal aktiv. Nach ihrer Promotion bei Katharina Sykora an der Hochschule für Bildende Künste Braunschweig unterrichtete sie 2007 außerdem an der McGill University. 2008 kehrte sie nach Deutschland zurück, wo sie für drei Jahre die Intendanz des Forums für interdisziplinäre Studien der Muthesius Kunsthochschule Kiel übernahm und unter dem Titel gehen blühen fließen ein umfangreiches Lehr-, Ausstellungs- und Publikationsprojekt realisierte.
Sie wandte sich dann immer mehr der unmittelbaren professionellen Zusammenarbeit mit Künstlerinnen zu: Neben ihren Schreibworkshops und Fachcoachings im Rahmen des Berliner Goldrausch Künstlerinnenprojekts und des Kultur- und Bildungswerks des Berufsverband Bildender Künstler*innen Berlin, betrieb sie seit 2013 ihre eigene Beratungspraxis für Kunst- und Kulturschaffende in Berlin. Ihre Unterstützung künstlerischen Schaffens erweiternd, gründete sie zusammen mit Christine Hoffmann den internetbasierten Kunstvertrieb Parterra und ko-kuratierte dessen virtuelle Kunstgalerie. Neben ihrer Arbeit an fremden und eigenen Texten zur Kunst schrieb sie Erzählungen und lyrische Texte, die zum Teil in ihrem Gedichtband CAVAT veröffentlicht sind.
Ines Lindner starb am 11. März 2022. Beigesetzt wurde sie auf dem Alten St.-Matthäus-Kirchhof in Berlin-Schöneberg.

## Arbeits- und Forschungsschwerpunkte

### Frauen, Kunst, Wissenschaft
Engagiert in kulturgeschichtlichen und -theoretischen Auseinandersetzungen zum Bild der Frau, schrieb Ines Lindner bereits Ende der 1970er Jahre über mechanomorphe Weiblichkeitsbilder – also die Eigenschaft und Form von Mensch und Maschine vereinende Frauendarstellungen – im Werk von Marcel Duchamp und Francis Picabia. In den 1980er Jahren brachte sie zusammen mit Sigrid Schade, Silke Wenk und Gabriele Werner 1989 den Konferenzband Blick-Wechsel, Konstruktionen von Männlichkeit und Weiblichkeit in Kunst und Kunstgeschichte heraus. Involviert in die damaligen Diskurse um feministische Ästhetik arbeitete sie Anfang der 1990er Jahre zusammen mit Theresa Georgen und Silke Radenhausen an dem Dialogband Ich bin nicht ich, wenn ich sehe, in dem es um „ästhetische Praxis in Kunst und Wissenschaft von Frauen“ geht. In ihrer Dissertation und in einem Beitrag zu Renate Bergers Buch über Künstlerpaare setzte sie sich mit Georgia O’Keeffe und Alfred Stieglitz auseinander. In diesen Bänden und andernorts schrieb sie über weitere Künstlerinnen. Mit dem Augenmerk auf deren Wirkung und Rezeption nahm sie sich zum Beispiel die Arbeiten von Birgit Kleber, Orlan, Jenny Holzer und den Guerrilla Girls vor.

### Im Dialog
Seit Anfang der 1990er Jahre begleitete Ines Lindner phasenweise die Arbeit vieler weiterer Künstler und Künstlerinnen. Der Austausch mit ihnen schlug sich auch in Lindners Arbeit nieder. Hier sind zum Beispiel Anna Oppermann, Eva-Maria Schön und Anette Rose zu nennen, deren Werk auf Lindners spezielles Interesse an der „Entprivilegierung des Einzelbildes“ verweist.
Den schwierigen Prozess der Annäherung an die bereits 1993 verstorbene Hamburger Künstlerin Anna Oppermann thematisierte Ines Lindner in dem genannten Dialogband. Paradigmatisch für Lindners Interesse am Dialogischen ist die Bedeutung, die sie Details des wechselseitigen Austauschs beimisst, wenn sie zum Beispiel beschreibt, wie die Künstlerin Lindners kameragestützten Versuch intellektueller Aneignung von deren raumfüllenden Bild-Text-Installation Das Blaue vom Himmel herunterlügen wiederum diesem Werk einverleibte, indem sie ein Foto, mit dem Lindner einen bestimmten Zug des Werks hatte 'einfangen' wollen, kurzerhand zum Teil des Ensembles machte. Hier zeigt sich auch bereits Lindners Interesse an Multiples und an der Fotografie. Nach Anna Oppermanns Tod war Ines Lindner zugegen, als deren Biografin Ute Vorkoeper dieses Ensemble im Museum of Contemporary Art Australia in Sidney aufbaute; 2011 wählte Ines Lindner Anna Oppermanns als eine der in ihrer Ausstellung in der Stadtgalerie Kiel vertretenen künstlerischen Positionen und 2016 nahm Ines Lindner als Kommentatorin der Berliner Re-Inszenierung eines Werks Oppermanns an der Vernissage in der Galerie Barbara Thumm teil.
Seit Anfang der 1990er Jahre verfolgte Ines Lindner auch die Arbeit von Eva Maria Schön, in der sich Zeichnerisches, Fotografisches und Performatives miteinander verbinden und Wiederholungen zum Mittel werden, Differenz wahrnehmbar zu machen. Lindner studierte nicht nur Schöns Arbeiten, sie präsentierte sie auch, den Kontext als Kommentar nutzend: So zeigte sie zum Beispiel ihre auf mikroskopischen Fotografien lokaler Wasserproben basierten Inneren Gärten in der Kieler Ausstellung gehen blühen fließen und ihre Leporellos atemstoßweise angetriebener Tintenverläufe, zusammen mit einer windbewegten Installation von Ulrike Mohr in der Doppelausstellung Durchzug, in dem beidseitig geöffneten Bibliotheksbau im Park von Schloss Steinhöfel.
Über Jahrzehnte begleitete Ines Lindner Anette Roses Werk von den frühen Filmen zum Erzählen mit redebegleitenden Gesten über das Langzeitprojekt Enzyklopädie der Handhabungen bis zu Captured Motion, einem Werkkomplex zum textilen Prozessieren. Ines Lindner interessierte in Roses Arbeiten vor allem das Zusammenspiel körperlicher und maschineller Bewegungsformen und deren Transformationen. Sie schrieb über Roses Auseinandersetzung mit solchen Umsetzungen, über ihre Methoden der Bewegungsnotation und des Sichtbarmachens impliziten Wissens und öffnete ihrer Leserschaft darüber den Blick auf weitere Kunst- und medientheoretische Zusammenhänge.

### Serialität und Intermedialität
Beispielhaft verweisen die Gemeinsamkeiten der Arbeiten und Arbeitsweisen der genannten drei Künstlerinnen auf Ines Lindners Interesse am Interdisziplinären und Intermediären, das Sequenzierungen verlangt und Serialität generiert. Sie entwickelte es bereits im Studium, in dem sie begann, sich mit Aby Warburg und Walter Benjamin auseinanderzusetzen. Schon in ihrem mit Sehbewegungen betitelten Sammelband, der die „Folgen der Entpriviligierung des Einzelbildes in der zeitgenössischen Kunst“ untersucht, sind verschiedenen Medien und Disziplinen angesprochen. In Hybride Bilder führte sie diese Auseinandersetzungen mit kunsthistorischem Blick auf „visuelle Ökonomien“ der Wende von 19. ins 20. Jahrhundert weiter, mit denen sie die Produktivität des Grenzüberschreitenden zu ergründen suchte. Als ihr Ziel bei dieser Forschung nannte Lindner: „... quer zu den stilgeschichtlichen Einordnungen die Veränderungen in den Bildpraktiken zu denken, und mit den Einzelanalysen die These von der experimentellen Produktivkraft der analogen Medien für die visuellen Kulturen im Zeitalter ihrer technischen Reproduzierbarkeit zu belegen.“
Dieser Ansatz und ihre Faszination für die transformative Kraft medialer Übergänge prägten Ines Lindners Engagement am Centre de recherches intermédiales sur les arts, les lettres et les techniques der Université de Montréal und mündeten in mehrere größere Beiträge zur französischen Moderne um 1929. Ihr Aufsatz Demontage in Documents, der in1929. Beiträge zur Archäologie der Moderne erschien, ihre Arbeit zu Max Ernsts Montagestrategien, die 2008 herauskam, und ihre 2010 in Intermédialités veröffentlichte Studie zu epistemischen Aspekten der Bildstrategien der französischen Zeitschrift documents sind Ergebnisse von Ines Lindners medientheoretischen Forschungen zur surrealistischen Bewegung.

### Naturverhältnisse in der Kunst
Bewegung, Entwicklung und Verwandlung waren auch das zentrale Thema von Ines Lindners 2014 erschienenem Buch gehen, blühen, fließen: Naturverhältnisse in der Kunst. Das 400-seitige Werk entstand im Rahmen von Lehrveranstaltungen, einer Reihe von Symposien an der Muthesius Hochschule und einer Ausstellung in der Stadtgalerie Kiel, die Lindner konzipierte und in Zusammenarbeit mit Frank Wagner realisierte; es war Bestandteil und Ergebnis von Ines Lindners Projekts als Intendantin des Zentrums für interdisziplinäre Studien der Muthesius Kunsthochschule Kiel. Mit diesem Opus magnum, mit dem sie ihre Forschungsergebnisse und die Ergebnisse der Forschung anderer zusammenführte und ihnen dabei noch einmal eine neue Wendung gab, untersuchte Ines Lindner die Folgen des medial geprägten Blicks auf die Natur für die Kunst.

## Veröffentlichungen

### Monografien
- Hybride Bilder. Über Umbrüche in den visuellen Ökonomien zwischen 1880 und 1930. Dissertation an der Hochschule für Bildende Künste Braunschweig. Braunschweig 2006. http://opus.hbk-bs.de/volltexte/2008/42/
- CAVAT. Heenemann Verlagsgesellschaft, Berlin 2021, ISBN 978-3-00-068351-0.

### Herausgaben
- Zusammen mit Sigrid Schade, Silke Wenk, Gabriele Werner: Blickwechsel. Zur Konstruktion von Männlichkeit und Weiblichkeit in Kunst und Kunstgeschichte. Dietrich Reimer Verlag, Berlin 1989, ISBN 978-3-496-00471-4.
- Zusammen mit Theresa Georgen und Silke Radenhausen: Ich bin nicht ich wenn ich sehe. Dialoge – ästhetische Praxis in Kunst und Wissenschaft. Berlin 1991, ISBN 978-3-496-01074-6.
- Sehbewegungen. Über die Entpriviligierung des Einzelbilds in der zeitgenössischen Kunst. Hochschule der Künste, Berlin 1993, ISBN 978-3-89462-025-7.
- gehen blühen fließen: Naturverhältnisse in der Kunst. Stadtgalerie Kiel, Kiel 2011, ISBN 978-3-927979-79-6.
- gehen blühen fließen. Über Naturverhältnisse in der Kunst. Verlag für Moderne Kunst, Nürnberg 2014, ISBN 978-3-86984-456-5.

### Beiträge in wissenschaftlichen Zeitschriften, Sammelbänden und Katalogen (Auswahl)
- Die rasenden Mänaden. Zur Mythologie weiblicher Unterwerfungsmacht. In: Ilsebill Barth, Zita Breu, Daniela Hammer-Tugendhat, Ulrike Jenni, Irene Nierhaus und Judith Schöbel (Hrsg.): Frauen. Bilder. Männer. Mythen, Reihe: Kunsthistorische Beiträge. Dietrich Reimer, Berlin 1987, ISBN 978-3-496-00910-8, S. 282–295.
- Und die Bildsprache verneigt sich bis zum Boden. Gewaltphantasmen in Max Ernsts „Une Semaine de Bonté“. In: Ines Lindner, Sigrid Schade, Silke Wenk und Gabriele Werner (Hrsg.): Blickwechsel. Konstruktionen von Männlichkeit und Weiblichkeit in Kunst und Kunstgeschichte. Dietrich Reimer Verlag, Berlin 1989, ISBN 978-3-496-00471-4, S. 465–474.
- Medium – Geschlecht – Moderne. Georgia O’Keeffe und Alfred Stieglitz. In: Renate Berger (Hrsg.): Liebe Macht Kunst: Künstlerpaare im 20. Jahrhundert. Böhlau Verlag, Köln, Weimar, Wien 2000, ISBN 978-3-412-08400-4, S. 227–247.
- Demontage in Documents. In: Stefan Andriopoulos und Bernhard Dotzler (Hrsg.): 1929. Beiträge zur Archäologie der Moderne. Suhrkamp Taschenbuch Wissenschaft, Frankfurt 2002, ISBN 978-3-518-29179-5, S. 110–131.
- Économie technique et effets surréels. Stratégies de montage dans „Une semaine de bonté“. In: Julia Drost, Ursula Moreau-Martini, Nicolas Devigne (Hrsg.): Max Ernst. L'imagier des poètes, Presses de l'Université Paris-Sorbonne, Paris 2008, ISBN 978-2-84050-575-4, S. 129–144.
- Picture Policies in „Documents“. Visual Display and Epistemic Practices. In: Elitza Dulguerova: Intermédialités. Histoire et théorie des arts, des lettres et des techniques, Nr. 15, Frühjahr 2010: exposer/displaying, doi:10.7202/044673ar, S. 33–51.
- mit Anette Rose (Fotos): Synchronizations at Work. Anette Rose’s Encyclopaedia of Manual Operations. In: Philippe Despoix und Nicolas Donin (Hrsg.): Intermédialités. Histoire et théorie des arts, des lettres et des techniques, Nr. 19, Frühjahr 2012: synchroniser/synchronizing, doi:10.7202/1012661ar, S. 157–175.
- Technik und Magie. Benjamin, Bloßfeldt und „Das Blumenwunder“. Zur Rezeption eines wiederentdeckten Stummfilms in der Weimarer Republik. In: Ines Lindner (Hrsg.): gehen blühen fließen. Über Naturverhältnisse in der Kunst. Verlag für Moderne Kunst, Nürnberg 2014, ISBN 978-3-86984-456-5, S. 203–231.
- Von der Bildseite her denken. Die Arbeit Arwed Messmers mit archivierten Aufnahmen zum Entführungsfall Lorenz. In: Arwed Messmer: Zelle/Cell. Hatje Cantz Verlag, Berlin 2016. ISBN 978-3-7757-4185-9. (Nachwort).
- Captured Motion. Bewegungsnotationen im Raum. In: Jana Bressem, Ellen Fricke (Hrsg.): Gesten. Universitätsverlag, Chemnitz 2019, ISBN 978-3-96100-092-0, S. 150–157.